# Saucerottia tobaci
La amazilia bronceada de cola azul, amazilia de Tobago o diamante bronceado coliazul (Saucerottia tobaci) es una especie de ave apodiforme de la familia Trochilidae —los colibríes— perteneciente al numeroso género  Saucerottia, anteriormente incluida en el género  Amazilia . Es nativa de Venezuela y Trinidad y Tobago.

## Distribución y hábitat
Se distribuye en las islas de Trinidad y Tobago, en la Isla de Margarita y en gran parte del norte y centro de Venezuela, al oeste hasta la base de los Andes en la frontera con Colombia y hacia el sur y sureste hasta el norte de Amazonas y Bolívar.
Esta especie es considerada de común a muy común en una variedad de hábitats que incluyen casi todos los tipos de bosque, incluidos el bosque de galería, el bosque nuboso y el bosque húmedo, y también los crecimientos secundarios y los claros; las subespecies isleñas también se dan en campo abierto con vegetación tipo sabana, plantaciones y jardines. En altitudes entre el nivel del mar y los 1000 m; algunas subespecies continentales alcanzan los 1500-2000 m.

## Descripción
Mide en promedio 8,6 cm de longitud y pesa 4,7 g. El pico alcanza 18 mm, es recto, negro en la parte superior con color rosado en la mandíbula inferior y punta oscura. Tiene dorso verde cobrizo, llegando a ser de color cobre y bronce en la rabadilla. La cabeza, la garganta, el pecho y partes inferiores son de color verde intenso y brillante, los muslos son de color blanco y las patas negras; la cola es bifurcada de color azul muy oscuro o negro azulado y las coberteras bajo la cola son castaño rojizas a bronceadas.
En las  subespecies A. t. caudata y A. t. aliciae la parte superior de la cola es de color cobre rojizo más brillante que debajo; en tanto en A. t. monticola la parte superior es verde y no toda la rabadilla es cobriza. En A. t. caurensis la rabadilla y la parte superior de la cola están teñidas de gris.   La subespecie de Trinidad, A. t. erythronota, es más pequeña y más bronceada en el dorso, que la A. t. tobaci de Tobago. 

## Comportamiento y alimentación
Son extremadamente territoriales y vigilan y defienden la gran variedad de flores con que se alimentan. Consumen principalmente néctar y ocasionalmente, insectos.  Registran migraciones estacionales. Su llamado suena «chip» y su canto «tyee-tyee-tyoo». 

## Reproducción
La hembra pone sus huevos en un nido en forma de copa pequeña, en una rama baja o, a veces, en los tendidos de cables. La incubación dura de 16 a 17 días y los polluelos abandonan el nido 19 a 23 días después de la eclosión de los huevos. Puede haber hasta tres nidadas en una temporada.

## Sistemática

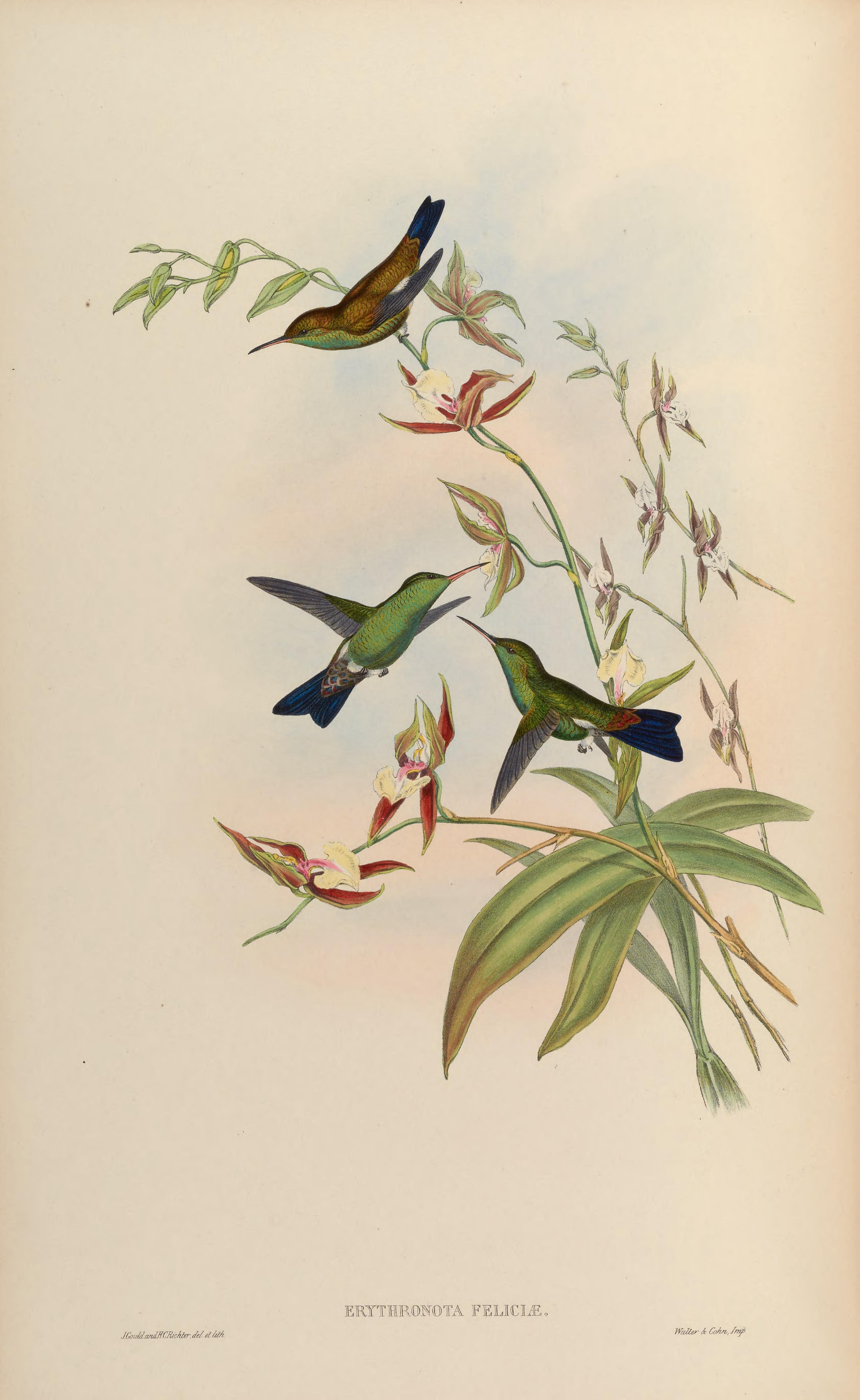
Erythronota feliciae, sinónimo de Saucerottia tobaci feliciae, ilustración de Gould y Richter en A monograph of the Trochilidae, or family of humming-birds 5, 1861.

### Descripción original
La especie S. tobaci fue descrita por primera vez por el naturalista alemán Johann Friedrich Gmelin en 1788 bajo el nombre científico Trochilus tobaci; la localidad tipo es «Tobago».

### Etimología
El nombre genérico femenino Saucerottia fue tomado del nombre específico Trochilus saucerrottei, que por su vez conmemora al médico y ornitólogo francés Antoine Constant Saucerotte (1805–1884); y el nombre de la especie «tobaci» se refiere a la localidad tipo, Tobago.

### Taxonomía
La presente especie junto a un grupo de otras diez especies fueron tradicionalmente incluidas en el género Amazilia. En el año 1999, ya se propuso la separación en los géneros resucitados Agyrtria y otras en Saucerottia, principalmente con base en características morfológicas y de plumaje, pero esta tesis no fue adoptada por las mayoría de las clasificaciones por falta de mejores evidencias. Una serie de estudios filogenéticos que culminaron con el estudio de McGuire et al. (2014) confirmaron que el género Amazilia era altamente polifilético. En la clasificación propuesta para resolver la polifilia del género, Stiles et al. (2017) reafirmaron la resurrección del género Saucerottia para este grupo de especies, lo que fue reconocido por el Comité de Clasificación de Sudamérica (SACC) en la Propuesta N.º 781.
La forma descrita Saucerottea felicix apurensis Simon, 1921 se considera indistinguible de feliciae, mientras que la forma Saucerottia wellsi Boucard, 1893, de Granada, podría ser un individuo errante o de origen dudosa.

### Subespecies
Según las clasificaciones del Congreso Ornitológico Internacional (IOC) y Clements Checklist/eBird  se reconocen siete subespecies, con su correspondiente distribución geográfica:
- Saucerottia tobaci tobaci (Gmelin), 1788 – Tobago.
- Saucerottia tobaci erythronotos (Lesson), 1829 – Trinidad.
- Saucerottia tobaci aliciae (Richmond), 1895 – isla de Margarita, costa de Venezuela.
- Saucerottia tobaci monticola Todd, 1913 – noroeste de Venezuela (montañas en el centro de Falcón, Lara y Yaracuy).
- Saucerottia tobaci feliciae (Lesson), 1840 – norte y centro de Venezuela (Carabobo a Anzoátegui, al sur hasta Táchira, oeste de Apure y Guárico).
- Saucerottia tobaci caudata (J.T. Zimmer & Phelps Sr.), 1949 – noreste de Venezuela (montañas de Sucre y Monagas).
- Saucerottia tobaci caurensis Berlepsch & Hartert, 1902 – este y sureste de Venezuela (Bolívar, norte de Amazonas).